# Erechtia brunneidorsata
Erechtia brunneidorsata är en insektsart som beskrevs av William D. Funkhouser. Erechtia brunneidorsata ingår i släktet Erechtia och familjen hornstritar. Inga underarter finns listade i Catalogue of Life.